# Pheronematidae
Pheronematidae é uma família de esponjas marinhas da ordem Amphidiscosida.

## Gêneros
- Pheronema Leidy, 1868
- Platylistrum Schulze, 1904
- Poliopogon Thomson, 1873
- Schulzeviella Tabachnick, 1990
- Semperella Gray, 1868
- Sericolophus Ijima, 1901